# Johann Wenzel von Bärnkopp

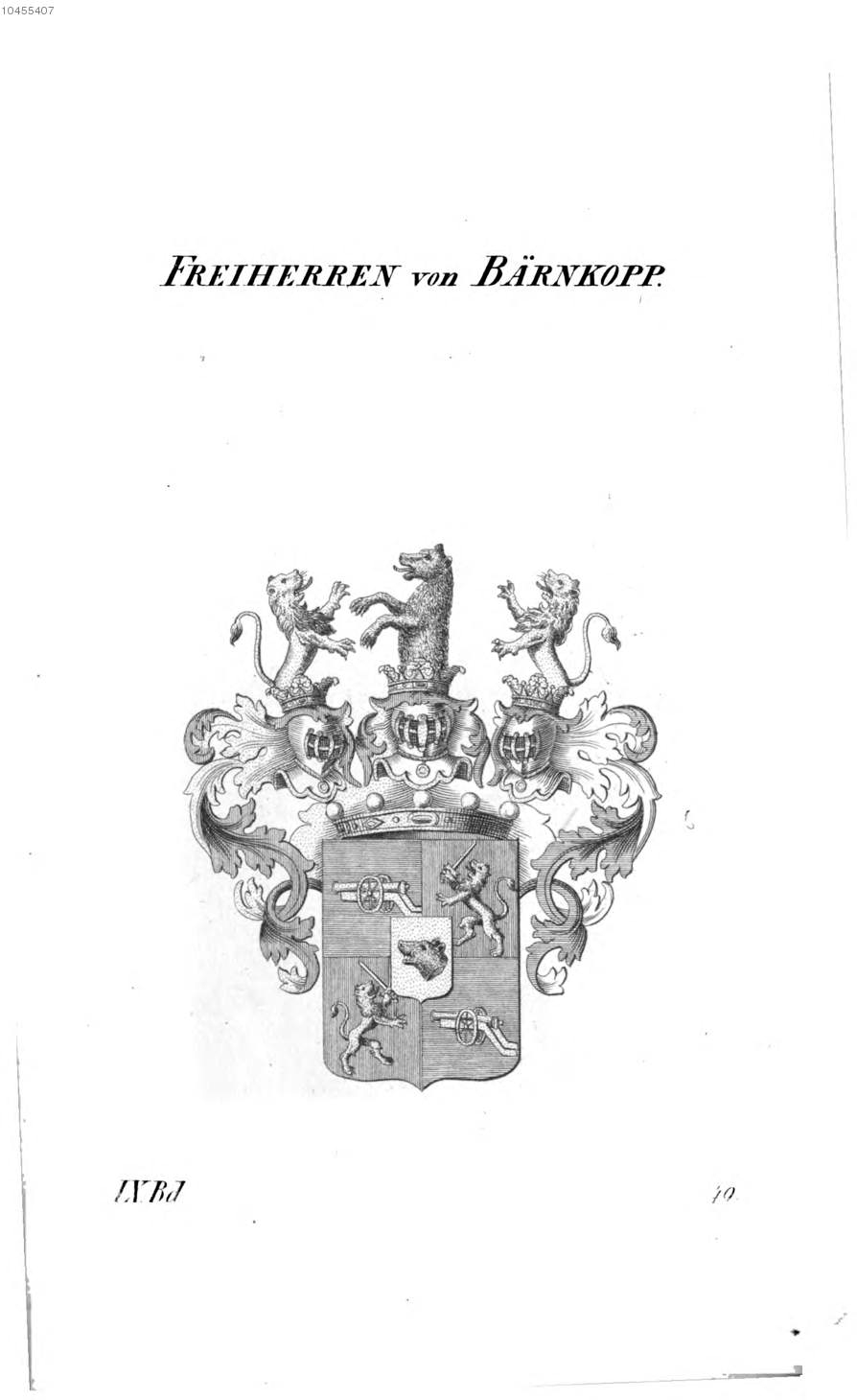
Wappen des Adelsgeschlechts Bärnkopp

Johann Wenzel Bärnkopp seit 3. Januar 1761 Freiherr Johann Wenzel von Bärnkopp (* 2. Juli 1723 in Landskron, Königgrätzer Kreis in Böhmen; † 12. Juni 1794 in Wien) war ein österreichischer Feldzeugmeister.

## Leben

### Familie
Johann Wenzel von Bärnkopp war seit dem 10. Januar 1751 mit Maria Josepha Theodora, die Tochter des Salzamtmanns Sartory, verheiratet; gemeinsam hatten sie drei Kinder.

### Werdegang
Johann Wenzel von Bärnkopp trat am 1. März 1745 als Kanonier in die Artillerie der Kaiserlichen Armee ein und wurde 1747 zum Oberadjutanten ernannt.
Nach der Schlacht bei Lauffeldt erfolgte 1747 seine Beförderung zum Hauptmann und zu Anfang des Siebenjährigen Krieges wurde er 1757 Major bei dem Mineur-Korps. Er kehrte 1758 zur Artillerie zurück und wurde am 30. November 1759 zum Oberstleutnant sowie nach der Schlacht bei Torgau am 23. Januar 1761 zum Oberst befördert. 1762 führte er bei der Schlacht bei Freiberg mit Auszeichnung die Artillerie und wurde nach dem Frieden von Hubertusburg am 4. April 1764 zum Generalmajor befördert. Er wurde am 2. Mai 1772 zum Inhaber des 3. Artillerieregiments ernannt und erhielt am 9. Mai desselben Jahres das Inkolat des Königreichs Böhmen. 1778 war er Kommandant der Artillerie in der gegen Preußen operierenden Armee des Feldmarschalls Gideon Ernst von Laudon während des Bayerischen Erbfolgekriegs. 1783 wurde er zum Feldmarschallleutnant und am 5. September 1787 zum Feldzeugmeister befördert.
1791 wurde er in den Ruhestand versetzt.

## Ehrungen und Auszeichnungen
Nachdem Johann Wenzel Bärnkopp an den Schlachten bei Planian (siehe Schlacht bei Kolin), Schweidnitz (siehe Belagerungen von Schweidnitz im Siebenjährigen Krieg#Belagerung durch die Österreicher vom Ende Oktober 1757 bis 12. November 1757) und dem Gefecht von Maxen beteiligt war, wurde er 1760 zum Ritter des Militär-Maria-Theresien-Ordens ernannt.
Am 3. Januar 1761 ernannte ihn die Kaiserin Maria Theresia zum Freiherrn.